# Bitva u Svolderu
Bitva u Svolderu byla námořní bitva v Baltském moři, v níž se 9. září 1000 (někdy se udává i 999) střetlo norské loďstvo pod vedením krále Olafa Tryggvasona s dánsko-švédským loďstvem podpořeným norským šlechticem Eiríkrem Hákonarsonem, earlem z Lade. Bitva skončila drtivou porážkou norských sil a smrtí norského krále, vítězové si pak zemi rozparcelovali.
Svolder byl ostrov pravděpodobně na severním pobřeží Německa blízko Rujány. Přesné místo bitvy nebylo dodnes identifikováno, protože Baltické pobřeží bylo v následujících staletích hodně měněno, částečně od zanášení moře a částečně od bouřek ze 14. století.